# Hyla versicolor
Hyla versicolor е вид земноводно от семейство Дървесници (Hylidae).

## Разпространение
Видът е разпространен в Канада (Квебек, Манитоба, Ню Брънзуик и Онтарио) и САЩ (Айова, Арканзас, Вирджиния, Делауеър, Западна Вирджиния, Илинойс, Индиана, Канзас, Кентъки, Кънектикът, Луизиана, Масачузетс, Мейн, Мериленд, Минесота, Мисури, Мичиган, Ню Джърси, Ню Йорк, Ню Хампшър, Оклахома, Охайо, Пенсилвания, Род Айлънд, Северна Каролина, Тексас, Тенеси и Уисконсин).